# Linoy Ashram
Linoy Ashram (født 13. maj 1999) er en israelsk rytmisk gymnast.
Hun repræsenterede Israel under sommer-OL 2020 i Tokyo, hvor hun tog guld i den individuelle konkurrence.